# Коктерек (Сарыагашский район)
Коктерек (каз. Көктерек, до 199? г. — Казминводы) — посёлок в Сарыагашском районе Туркестанской области Казахстана. Административный центр и единственный населённый пункт Коктерекской поселковой администрации. Находится примерно в 14 км к юго-западу от районного центра, города Сарыагаш. Код КАТО — 515467100.

## Население
В 1999 году население посёлка составляло 2154 человека (1038 мужчин и 1116 женщин). По данным переписи 2009 года, в посёлке проживало 3517 человек (1712 мужчин и 1805 женщин).